# Тиран-свистун чокоанський

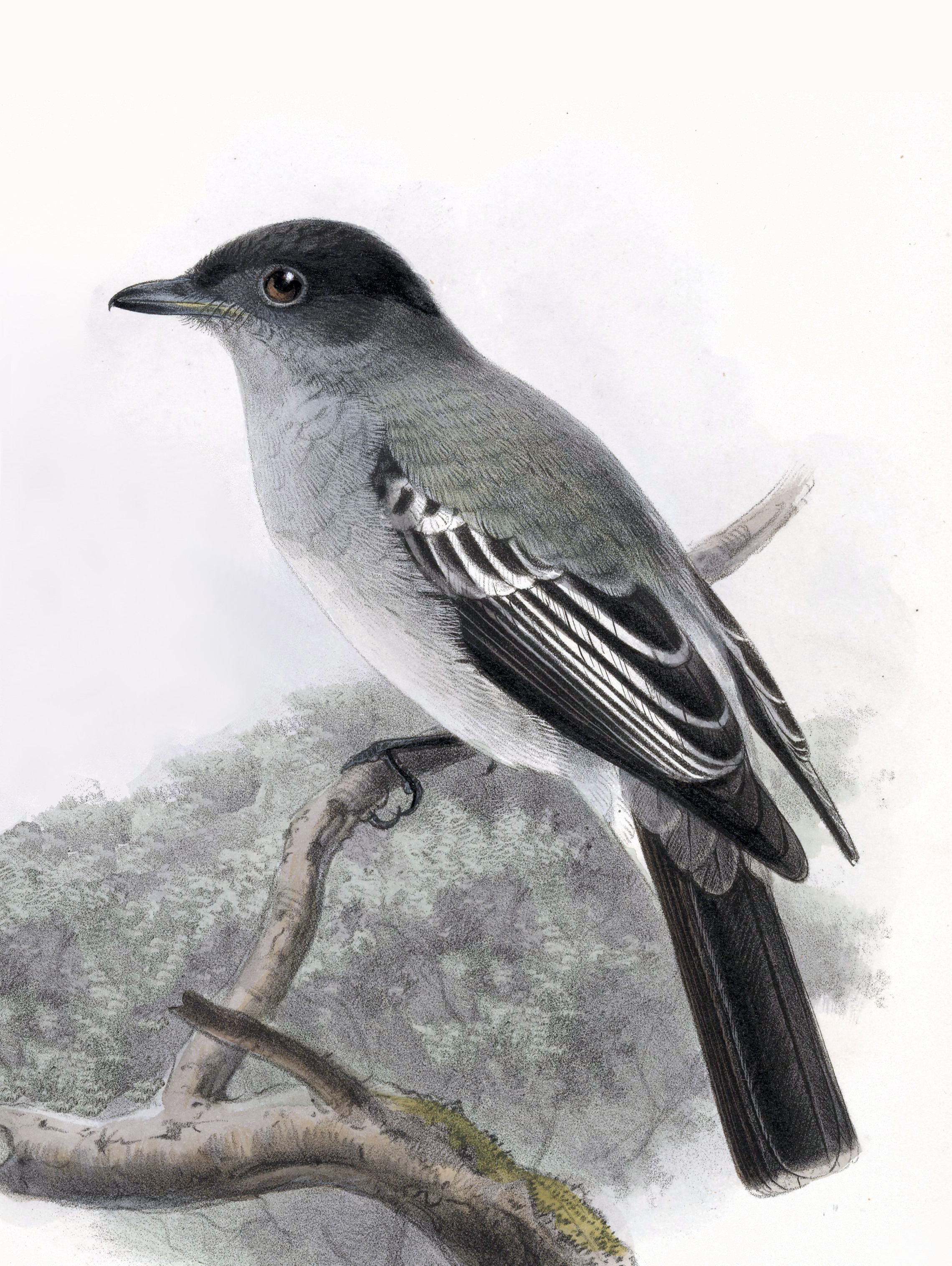
Чокоанський тиран-свистун

Тиран-свистун чокоанський (Sirystes albogriseus) — вид горобцеподібних птахів родини тиранових (Tyrannidae). Мешкає в Центральній і Південній Америці. Раніше вважався підвидом чорноголового тирана-свистуна.

## Поширення і екологія
Чокоанські тирани-свистуни мешкають на сході Панами та на заході Колумбії і Еквадору. Вони живуть у вологих рівнинних тропічних лісах.